# (300175) 2006 WV20
(300175) 2006 WV20 es un asteroide perteneciente al cinturón exterior de asteroides descubierto el 17 de noviembre de 2006 por el equipo del Mount Lemmon Survey desde el Observatorio del Monte Lemmon, Arizona, Estados Unidos.

## Designación y nombre
Designado provisionalmente como 2006 WV20.

## Características orbitales
2006 WV20 está situado a una distancia media del Sol de 3,210 ua, pudiendo alejarse hasta 3,546 ua y acercarse hasta 2,874 ua. Su excentricidad es 0,104 y la inclinación orbital 6,833 grados. Emplea 2101,27 días en completar una órbita alrededor del Sol.

## Características físicas
La magnitud absoluta de 2006 WV20 es 15,8. 